# 旺容
旺容（法語：Vengeons，法語發音：[vɑ̃ʒɔ̃]）是法国芒什省的一个旧市镇，属于阿夫朗什区。2016年，旺容与市镇苏尔德瓦勒合并为新的苏尔德瓦勒。

## 地理
旺容（48°45'17"N, 0°55'0"W）面积15.75 平方千米，位于法国诺曼底大区芒什省，该省份为法国西北部沿海省份，西、北、东北三面环大西洋，东起顺时针与卡爾瓦多斯省、奧恩省、马耶讷省和伊勒-维莱讷省接壤。
与旺容接壤的市镇（或旧市镇、城区）包括：圣日耳曼德塔勒旺德-拉朗德沃蒙、博菲塞勒、加特莫、绍略、苏尔德瓦勒。

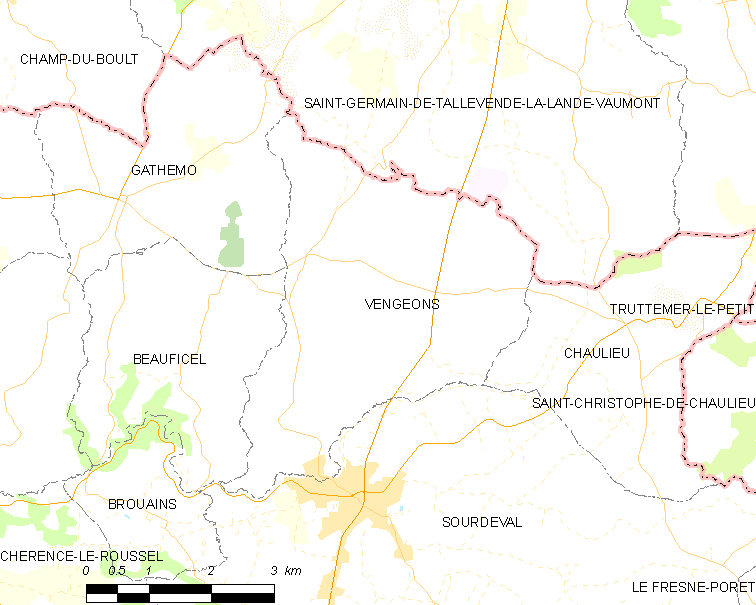
旺容的OSM定位图

旺容的时区为UTC+01:00、UTC+02:00（夏令时）。

## 行政
旺容的邮政编码为50150，INSEE市镇编码为50625。

## 政治
旺容所属的省级选区为勒莫尔泰奈县。

## 人口

1962-2008年间旺容人口变化图示

旺容于2018年1月1日时的人口数量为449人。